# Gabino Olaso Zabala
Gabino Olaso Zabala (Abadiño, 18 febbraio 1869 – La Font de la Figuera, 5 agosto 1936) è stato un presbitero spagnolo agostiniano di origine basca.

## Biografia
Già frate agostiniano fu ordinato presbitero nel 1893. Nell'anno successivo fu inviato nelle Filippine. Nel 1896 scoppia nel paese la rivoluzione anticoloniale. In questo stesso anno, secondo la stessa vittima Gabino partecipò, prima come istigatore e poi direttamente, alla tortura di un altro sacerdote, il padre Mariano Dacanay. Nel 1898 fu catturato dagli indipendentisti che lo tennero prigioniero per un anno e mezzo, periodo nel quale fu lui a ricevere i maltrattamenti. Oltre ad essere missionario, fu professore al Seminario Conciliare di Vigan. Ritornò in Spagna nel 1900 ed esercitò il suo apostolato come docente nei collegi di Llanes, Tapia e Ceuta. Nel 1933 fu nominato superiore della casa infermeria di Caudete, dove lo sorprese la persecuzione religiosa del luglio del 1936, mentre infuriava la Guerra civile. Il 23 luglio fu arrestato, insieme con tutti gli altri confratelli, e portato in carcere.
Il 5 agosto 1936 fu giustiziato nei pressi di Fuente la Higuera. I suoi nemici dissero che era morto dicendo «Viva Cristo Re!» e perdonando gli assassini.
È stato beatificato il 28 ottobre 2007 a Roma assieme ad altri 497 martiri spagnoli.